# ناحیه فارلی، شهرستان پولک، مینه سوتا
ناحیه فارلی (به انگلیسی: Farley Township) یک منطقهٔ مسکونی در ایالات متحده آمریکا است که در شهرستان پولک، مینه‌سوتا واقع شده‌است.
 ناحیه فارلی ۷۰٫۱ کیلومتر مربع مساحت و ۵۰ نفر جمعیت دارد و ۲۵۶ متر بالاتر از سطح دریا واقع شده‌است.